# Dikhil (distrikt)

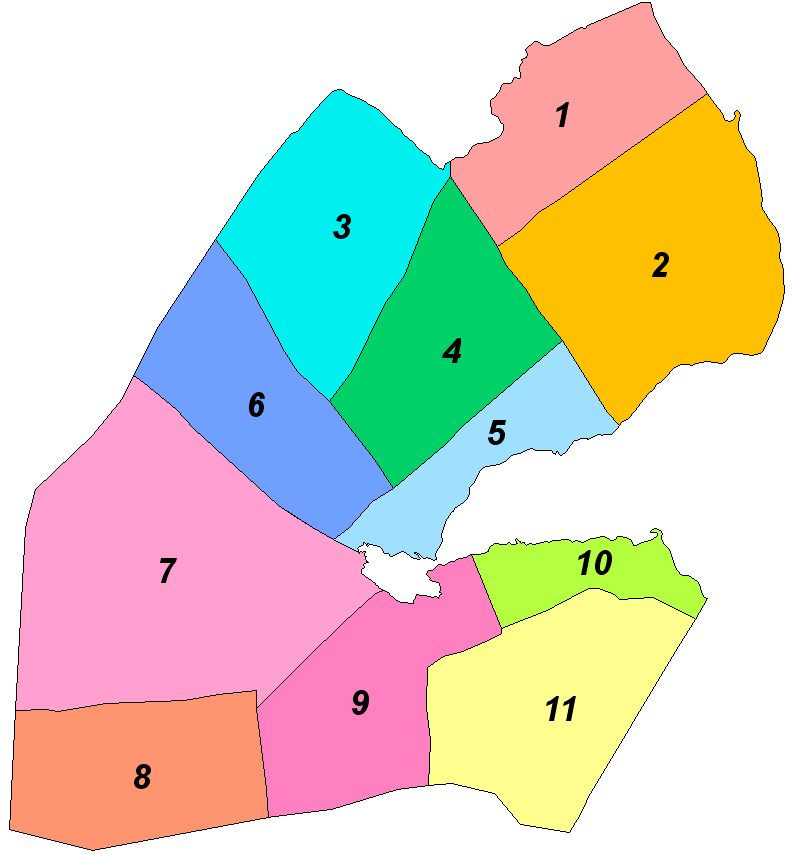
Djiboutis distrikt.
9=Dikhil

Dikhil är ett av Djiboutis elva distrikt. Distriktet ligger i regionerna Dikhil och Arta.

## Orter (urval)
- Dikhil